# Біла Підляська
Біла Підляська, або просто Біла (пол. Biała Podlaska) — місто на Підляшші у східній Польщі, на річці Крні, притоці Західного Бугу. Входить до складу Люблінського воєводства. Місто на правах повіту. Біла Підляська — центр українського етнографічного регіону Південного Підляшшя, що включає територію навколо Білої до річки Буг на півночі та сході (райони Кодня, Парчева), на південь по річку Володавку, на якій стоїть Володава. На заході межує з Седлецькою землею, яку хоч і включають в склад Південного Підляшшя, але вона має інший етнографічний елемент — поляків-мазовшан, територія яких починається на захід від річки Лівець. Центром Північного Підляшшя — між Західним Бугом та 
Нарвою був Дорогичин. На північ від Нарви починаються білоруські етнографічні землі, на яких знаходиться сучасна столиця Підляського воєводства — Білосток.

## Назва
Назва має українське походження: Біла в Підляшші.

## Історія

### Руський, литовський і польський період

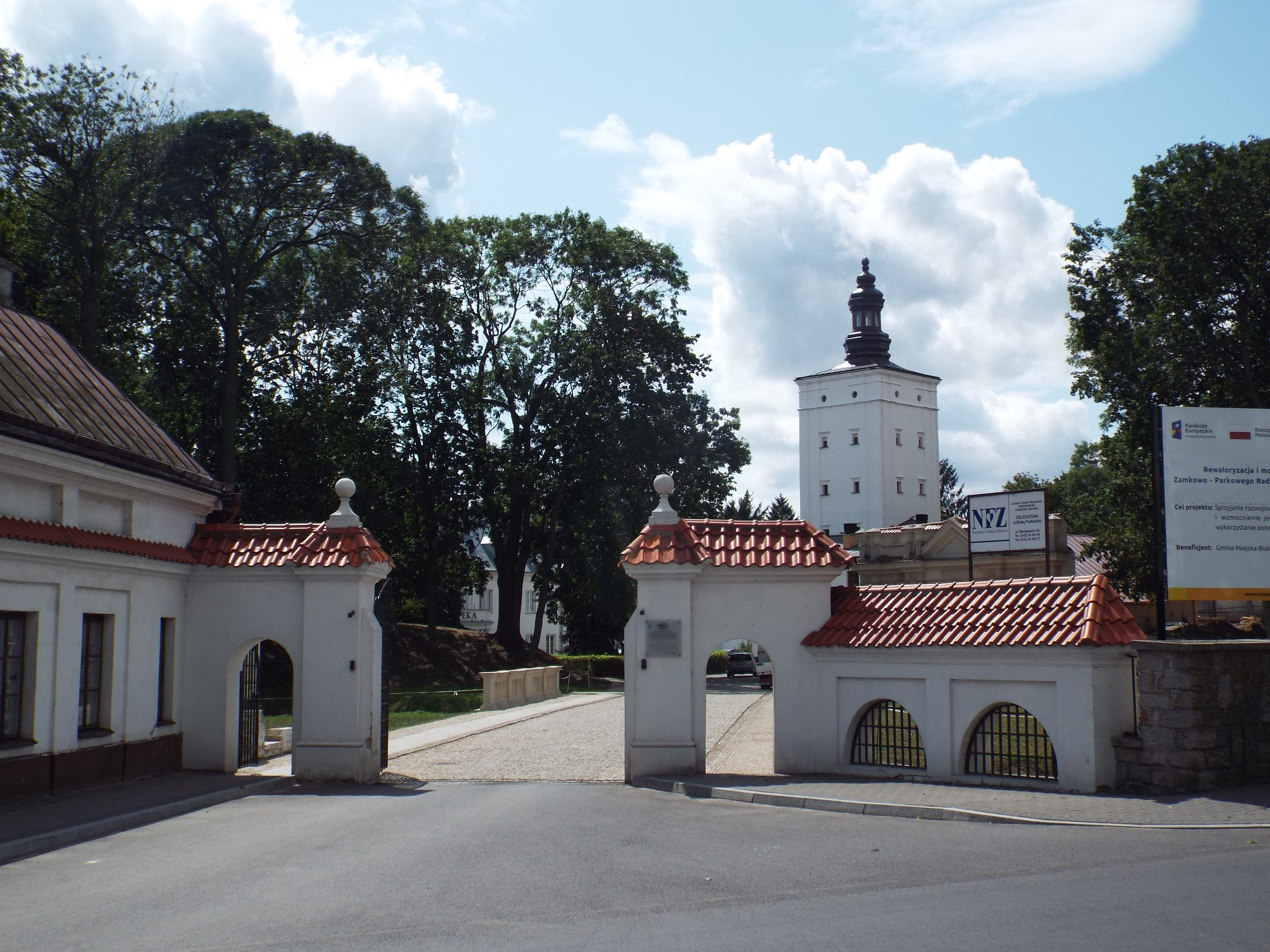
Вид на палацово-парковий ансамбль Радзивілів у Білій. 18 ст. Фото 2019 р.

В історичних документах вперше Біла Підляська з'явилася в 1345 р. Її володарем був руський шляхетський рід Великого князівства Литовського Іллінчі. Засновником міста вважається Петро Янович на прізвисько «Білий» — трокський воєвода, гетьман Великого князівства Литовського. В цей час Біла заходилася в складі Берестейського воєводства Великого князівства Литовського. В XVI ст., протягом 40 років, місцевий католицький костел (суч. св. Анни) було перетворено на протестантський храм — аріанський збір.
Перша православна церква в Білій збудована у 1582 р., згоріла у 1646 р. На її місці була збудована нова дерев'яна церква. В грамоті Катерини Радзивіл на заснування монастиря у 1690 р. сказано, що «церква здавности збудована».
В другій половині XVI ст. місто перейшло у володіння роду Радзивілів. Це відбулося у 1569 р., як свідчить записів земських книгах. Період їх володарювання, що тривав два з половиною століття призвів до швидкого розвитку міста, яке довгий час називалося Білою Князівською чи Білою Радзивілів. В 1622 р. Олександр Людвік Радзивіл збудував фортецю та замок. Дякуючи фундації Христофора Цибровича Вільського, в 1628 р. закладено Більську академію, яка з 1633 р. існувала як філія Краківської академії (наразі загальноосвітній ліцей імені І. Крашевського).
В 1655—1660 рр. місто було знищене шведами, військами Ракочі, вояками Хованського. Однак завдяки Михайлу Радзивілу і його дружині Катерині з Собеських (полонізований руський рід) швидко відновилося після занепаду. В 1670 р. Михайло Казимир Радзивіл  надав місту магдебурзьке право та герб на якому зображений архангел Михаїл на драконі.
В XVII ст. місто було знане як місце продукції сукна та фаянсу, пізніше також з переробки дерева.
В 1720 р. Анна Радзивіл з Сангушків  розпочала будову вежі та в'їзної брами (наразі це найцікавіші частини замку). Місто і палацовий ансамбль XVIII ст. неодноразово знищувався (в часи шведських воєн та переслідування греко-католиків під кінець ХІХ ст.) i відбудовувався. Останній наслідник Домінік Радзивіл, полковник польського війська вмер у Франції 11 листопада 1813. Палац як руїну розібрано в 1883 р.
При церкві Різдва Пр. Богородиці Більського монастиря у 1744 р. Фома Мушинський написав нотолінійний Ірмолой (тепер зберігається в Москві в Державному Історичному Музеї). У 1747—1749 рр. для василиянського монастиря збудовано нову церкву, ймовірно, за проектом Павла Фонтани на кошти Михайла Казимира Радивила. В цій церкві перебували мощі св. Йосафата Кунцевича (тепер у Римі). У 1826 р. на сучасному православному цвинтарі була збудована греко-католицька церква.

### У складі Російської імперії
За даними етнографічної експедиції 1869—1870 років під керівництвом Павла Чубинського, у місті Білій та передмісті переважно проживали римо-католики, меншою мірою — греко-католики, які здебільшого розмовляли українською мовою.
Більський деканат холмської дієцезії греко-католицької церкви налічував 14 парафій. 1874 року російський уряд заборонив греко-католицьку церкву, а церкви віддав Російській православній церкві, що зумовило прийняття частиною українського населення римо-католицького віросповідання і виникнення групи латинників. Тож у 1878 році з 59 274 мешканців Більського повіту було 36 120 православних (українців), 13 319 юдеїв, 9434 римокатоликів (разом з латинниками-українцями), 233 протестанти і 108 мусульман.

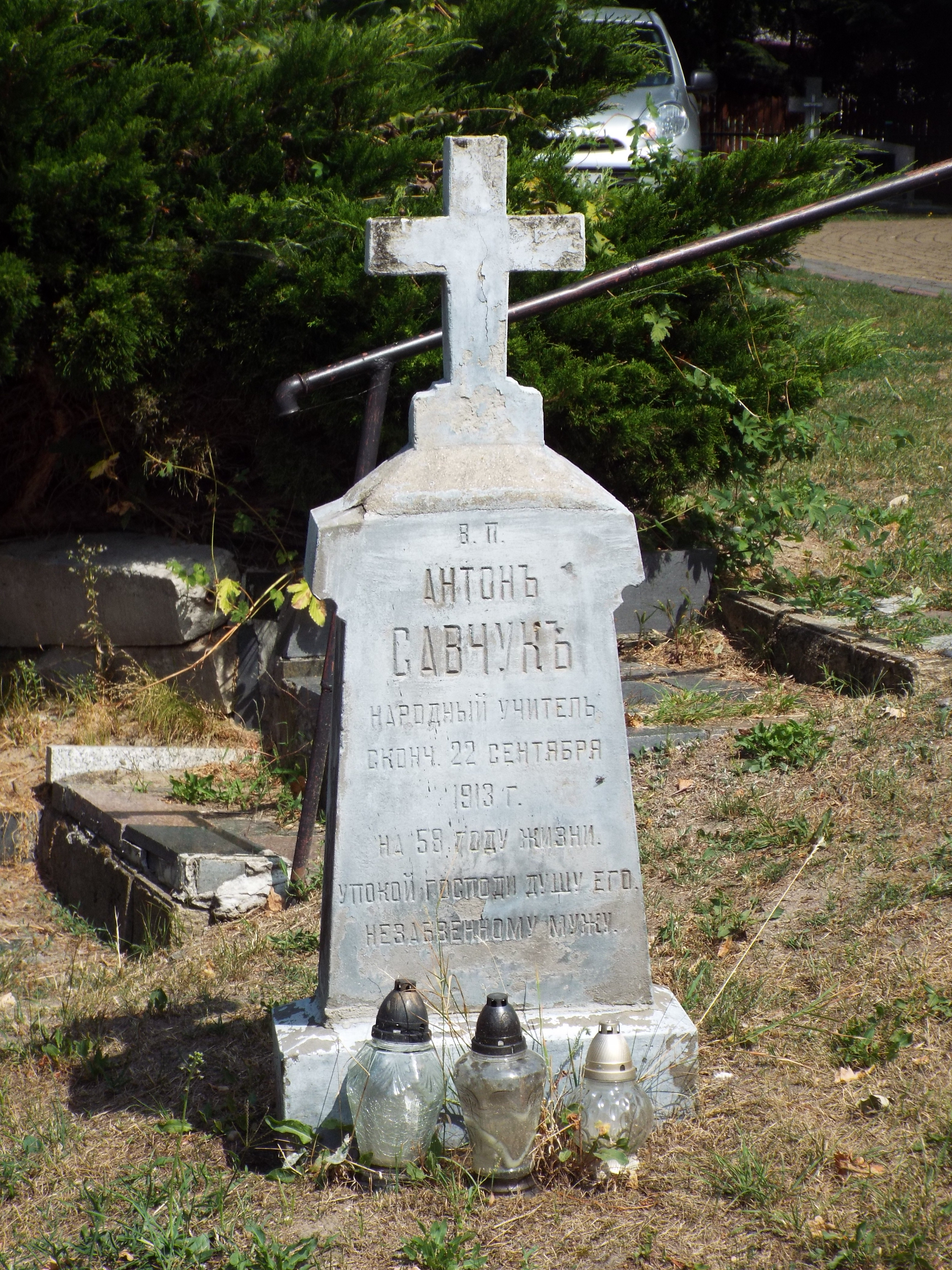
Нагробок народного вчителя Антона Савчука, що помер 22 вересня 1913 р. на 59 році життя. Матеріальне свідчення присутності українців з Надніпрянщини на Підляшші під час російського панування. Православний цвинтар в Білій. Фото 2019 р.

У 1864 р. ліквідовано василіанський монастир, а у 1875 р. у вже православній церкві єпископ Модест 2 лютого офіційно прийняв православ'я, хоча велика частина греко-католиків не прийняло цього і залишилась католиками. Найсильнішу прив'язаність до греко-католицької церкви мали саме українці Підляшшя. Опір греко-католиків тут був найбільш запеклим. Він викликав гострі репресії російської влади. Найголосніші були криваві пацифікації в Парчеві (1873 р.), Дрелові і Пратулині (січень 1874 р.) під час яких були вбиті і поранені. В сумі біля 260 осіб. Репресії стосувалися також греко-католицьких священників. Толераційний указ 1905 р. викликав перехід в католицизм понад 170 тис. греко-католиків на Підляшші та Холмщині. Саме в цей час на надбужанських теренах католики почали переважати над православними. Ті ж православні які залишилися в східній вірі (небагато-чисельні) — «були відданими вірними, і жодні польсько-католицькі впливи на них не діяли».
1890 р. проведено перебудову церкви Різдва Богородиці з наданням їй ззовні рис російського православ'я за проектом академіка Віктора Сичугова. У 1868 р. в закритому царським урядом костелі св. Антонія у Білій, збудованому у 1671—1688 рр. для реформатського монастиря, влаштовано православну церкву св. Кирила і Мефодія, освячену у 1875 р. після ремонту. В 1907 р. на місці попередньої греко-католицької церкви на цвинтарі збудована нова православна церква, що була філією церкви Різдва Пр. Богородиці (колишньої василиянської). Ця церква згадується у документах 1914 р.
В Білій ходив до гімназії польський письменник сильно пов'язаний з Україною — Юзеф Ігнатій Крашевський. Сьогодні його іменем названо цю гімназію.

### Події 1917—1918 років
Біла була включена в ареал Перших Визвольних змагань. Місцеве українство намагалося включити її до Української Народної Республіки.
Союз визволення України приступив до створення першого полку Синьожупанніків і 17 січня 1917 року до Білої відправлено 27 козаків і старшин на чолі з Миколою Шаповалом і двома підстаршинами. 16 квітня 1917 року ще одна група з 25 вояків прибула до міста, a 1 травня того ж року прибуло ще 250 козаків.
У Білій організовано «Українську Громаду», яка як громадська установа що приймала політичні рішення в разі потреби. 26 лютого 1917 року відбулося пленарне засідання «Української Громади» де прийнято ряд резолюцій. Українським шкільництвом керувала Шкільна рада, яка складалася з місцевих і наддніпрянських вчителів.
23 червня 1917 року в Білій побачив світ Український часопис «Рідне Слово». Редактором часопису був М. Соловій, а керівником друкарських справ — Степан Кордуба.
За умовами Берестейського миру 1918 року Підляшшя з Білою мало відійти до Української Народної Республіки, але на початку листопада 1918 польські збройні сили захопили територію Підляшшя і Холмщини, зайняту німецькими військами.

### У складі міжвоєнної Польщі

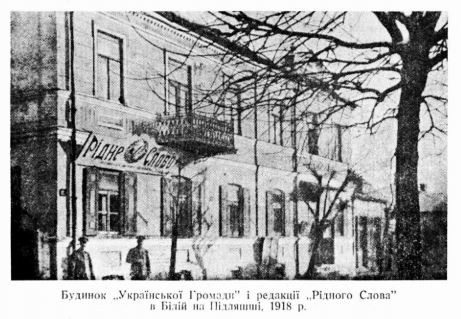
Будинок «Української Громади» і редакції «Рідне Слово» в Білій на Підляшші в 1918 році. Сучасна вул. Пілсудського, 13. Будинок зберігся.

У 1918 р. церква Різдва Богородиці перетворена на костел і реставрована з поверненням первісного вигляду у 1924 р. під наглядом і за проектом А. Шишко-Боґуша.
1 квітня 1928 р. передані місту Білій Підляській частини територій з гмін Ситник (фільварок Старий Славатинок з ділянками казарм піхоти і артилерії, шпиталем св. Карля Боромеуша і територією Радзивилівського замку, урочища Колихава і Клин) і Сидорки (ділянки Софіїн ліс і Відпадки).
Після першої світової війни православна церква на цвинтарі була зачинена і знищена у 1928 році під час акції нищення церков. Дві церкви в Білій у міжвоєнний час перетворено на римо-католицькі костели. У 1929 році православними мешканцями міста, у яких в післявоєнній відродженій Польщі не залишилося ні одного храму, для задоволення своїх духовних потреб збудували будинок молитви. У липні-серпні 1938 року польська влада знищила і його. За звітом польської поліції, у 1935 році православна парафія Білої налічувала 2000 вірян, з яких 25 % були піддані впливу «підривних організацій», 35 % релігійних організацій і 40 % безпартійних.
У міжвоєнний період у місті діяли Курси українознавства під керівництвом отця Дмитра Павелка, де поширювалися українські книги і преса.
В міжвоєнному часі місто швидко розвивалося в цей час була створена фабрика Рабе, міська електростанція, а в 1923‒1939 рр. існувала Підляська фабрика літаків. Вона виробляла військові літаки, як за ліцензією (Potez XXV), так і власної конструкції (винищувач PWS-1, шкільний літак PWS-26, шкільно-розвідувальний літак RWD-8). Матеріальна база цієї фабрики була пограбована совітами після окупації білої 17 вересня 1939 р.

### Друга світова війна

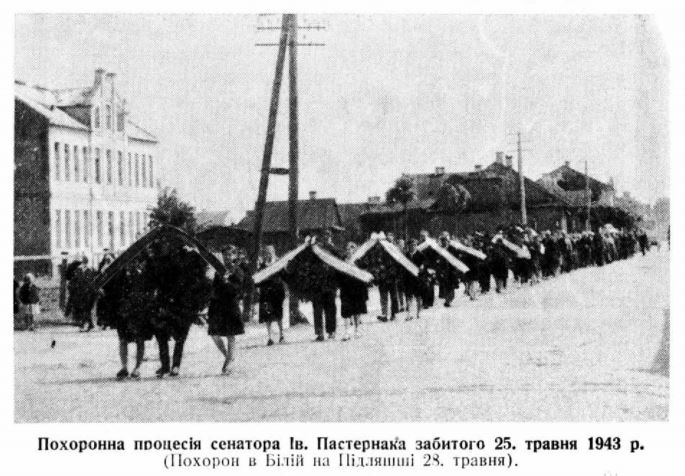
Похоронна процесія сенатора Івана Пастернака в Білій, 28 травня 1943 року.

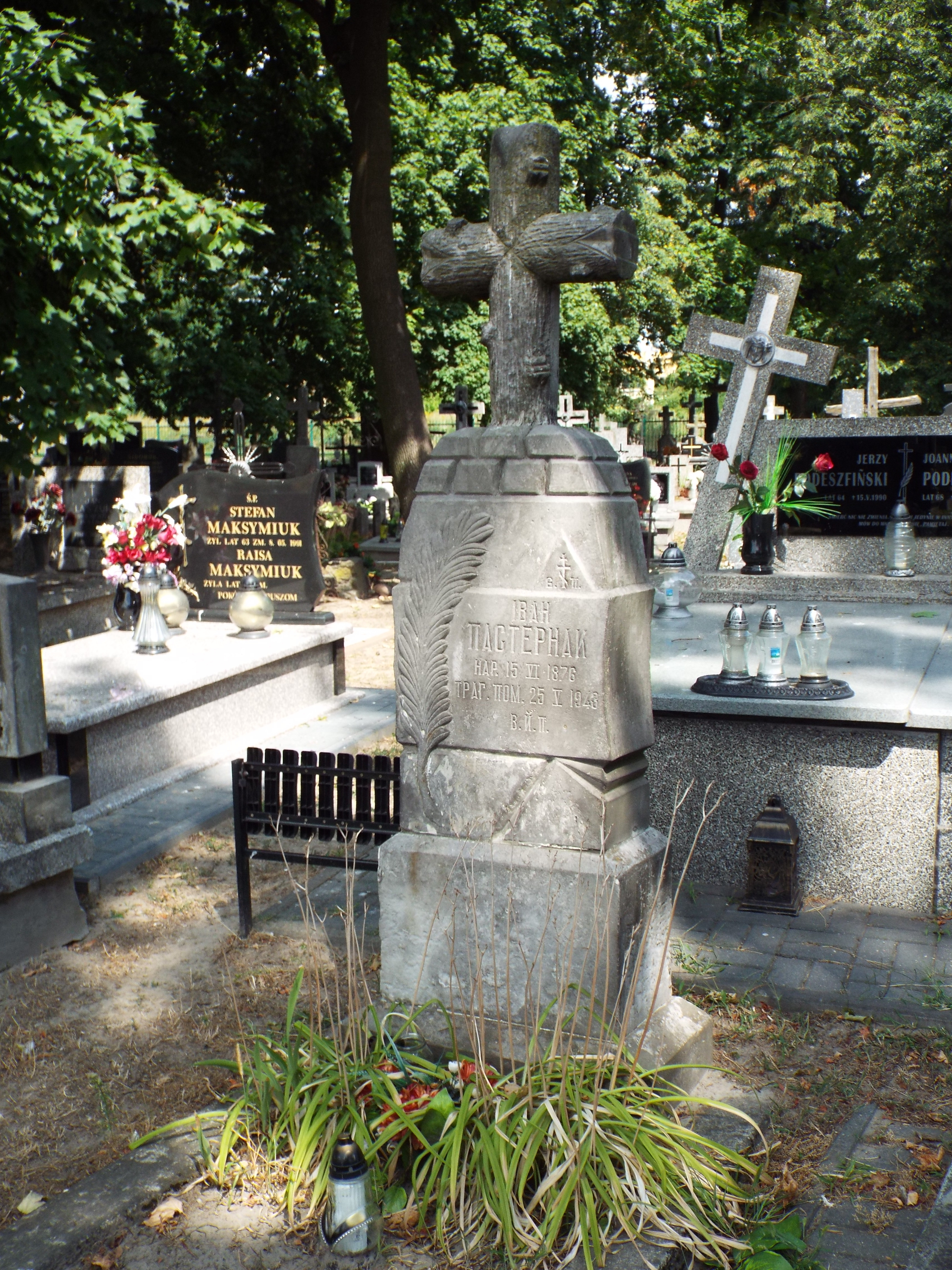
Нагробок Івана Пастернака. Православний цвинтар в Білій. Фото 2019 р.

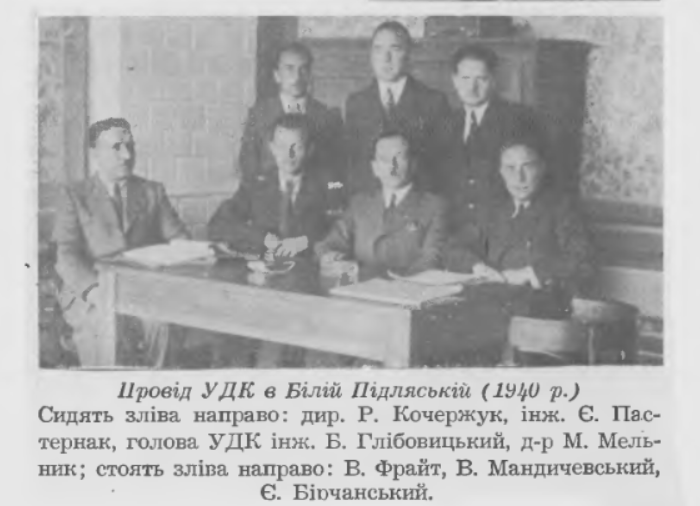
Провід Українського Допомогового Комітету у Білій Підляській на Підляшші. 1940 рік.

Місто однак було передано Німеччині, що зумовило можливість українського культурно-економічного відродження. У часі Другої світової війни в Білий працювала філія Українського центрального комітету під керівництвом колишнього сенатора Івана Пастернака. Початки організованої кооперації припали на часи німецької окупації. В Білій союз носив назву — Підляського Союзу Українських Кооперативів, тому що охоплював не тільки кооперативі Підляського, але й Радинського повітів. Установчі збори українського повітового Союзу Кооперативів відбулися 14 грудня 1940 року у залі Городського Суду, за участі 300 селян кооператорів.
У 1939—1940 рр. в місті діяла українська неоунійна парафія св. Йосафата, але невідомо, якою церквою вона користувалася. У 1940-1944 роках, за підтримки Українського Допомогового Комітету у Кракові, працювала дворічна українська торговельна школа, у якій у 1944 році навчалося 72 учні. Ставилися українські вистави. 1941 році в місті викладалися курси для українських вчительок дитячих садочків.
28 травня 1943 р. в лікарні в Білій помер застрілений польськими підпільниками Іван Пастернак. Похоронна процесія протягнулася через місто до православного кладовища, де він був похований. Могила збереглася (координати 52°2.4740 Пн, 23°6.8260 С).
У 1944 році Біла була здобута Червоною армією з допомоги Армії Крайової. Проте, місто не було включено до складу України, а передано Польщі. У місті до 1940-х рр. мешкала відчутна частка українців, яких у ті роки масово виселено звідси. У 1948 р., вже після виселення українців під час злочинної акції «Вісла» у 1947 р., у Білій відновлено православну парафію Різдва Пр. Богородиці. На початку 1950-х рр. стараннями о. Олександра Біронта 4 перенесено і встановлено на цвинтарі дерев'яну церкву з с. Сичин з Холмщини. У 1994 р. її перенесли в с. Добратичі.

### Післявоєнний час

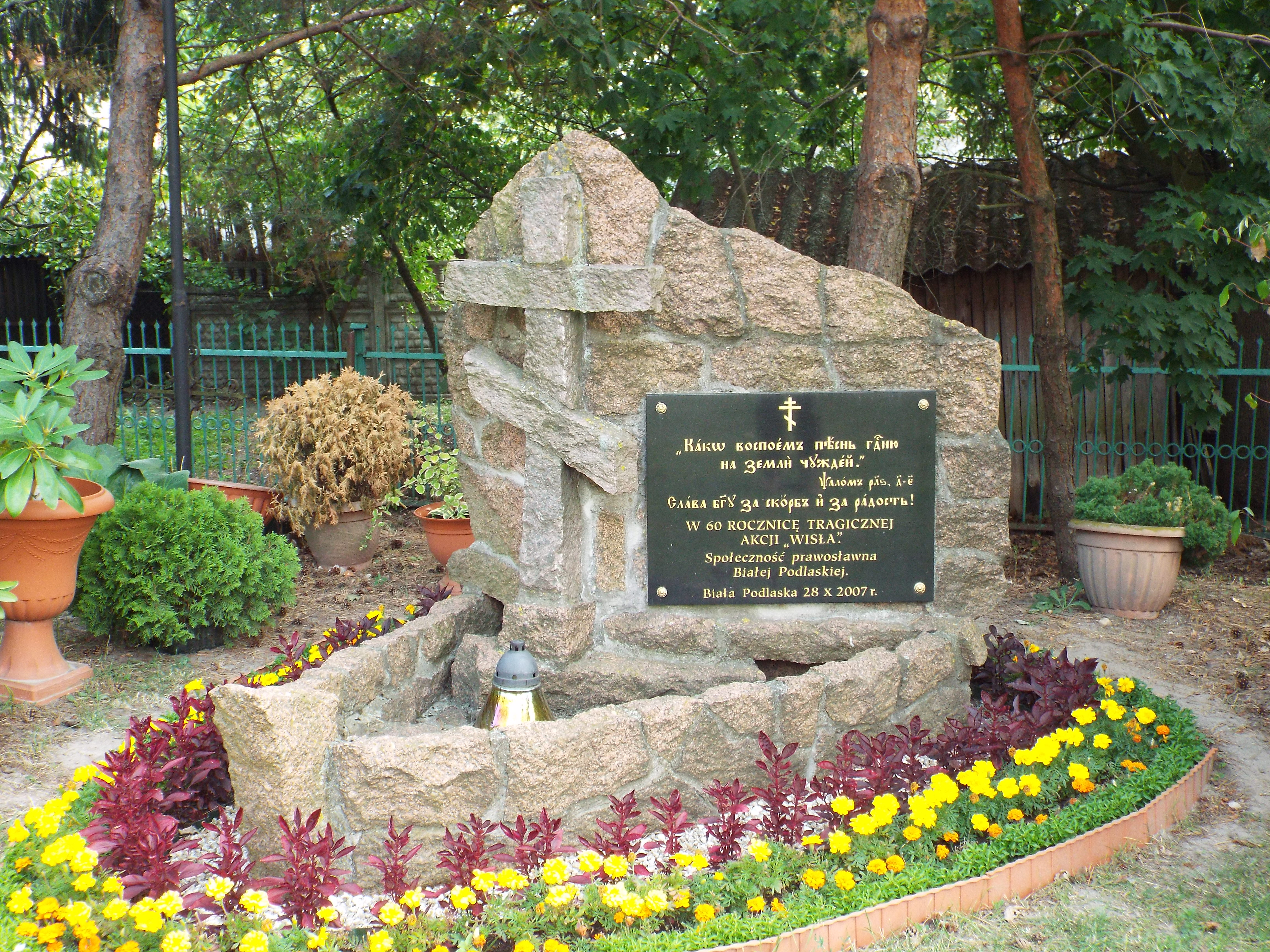
Меморіальний знак в пам'ять про 60-ту річницю злочинної акції «Вісла» 1947 р. Православне кладовище в Білій. Фото 2019 р.

У 1975 р. Біла стала столицею воєводства, що викликало дворазове збільшення кількості її мешканців протягом 20 років. 1 грудня 1979 року до складу міста з гміни Біла Підляська включені села Сидорки та Сельчик, а також частина села Старий Славацинек загальною площею 109,82 га.
У 1985 р. Митрополит Варшавський і всієї Польщі Василій освятив наріжний камінь під будову нового православного мурованого храму на православному цвинтарі. 24 вересня 1989 р. єпископом Авелем освячено нововибудувану на цвинтарі муровану церкву св. Кирила і Методія. Збудована стараннями і коштом Никифора Кузьмицького при сприянні отця В. Пугацевича. Її архітектурне вирішення нав'язує до давньоруських храмів, правда, з модерним вирішенням елементів. Будівничий Дмитро Гвесюк. Його ж роботи іконостас. Стінопис пензля Славомира Полов'яка.
Після адміністративної реформи 1999 р. має статус міста — центру повіту.
Станом на 1 січня 2009 площа міста становить 49,4 км² і є найбільшою серед міст Південного Підляшшя.
Існували плани перенесення в Білу бази НАТО.

## Населення
Демографічна структура станом на 31 березня 2011 року:
|          | Загалом | Допрацездатний вік | Працездатний вік | Постпрацездатний вік |
| -------- | ------- | ------------------ | ---------------- | -------------------- |
| Чоловіки | 27860   | 5561               | 20011            | 2288                 |
| Жінки    | 30149   | 5360               | 19304            | 5485                 |
| Разом    | 58009   | 10921              | 39315            | 7773                 |

## Пам'ятки

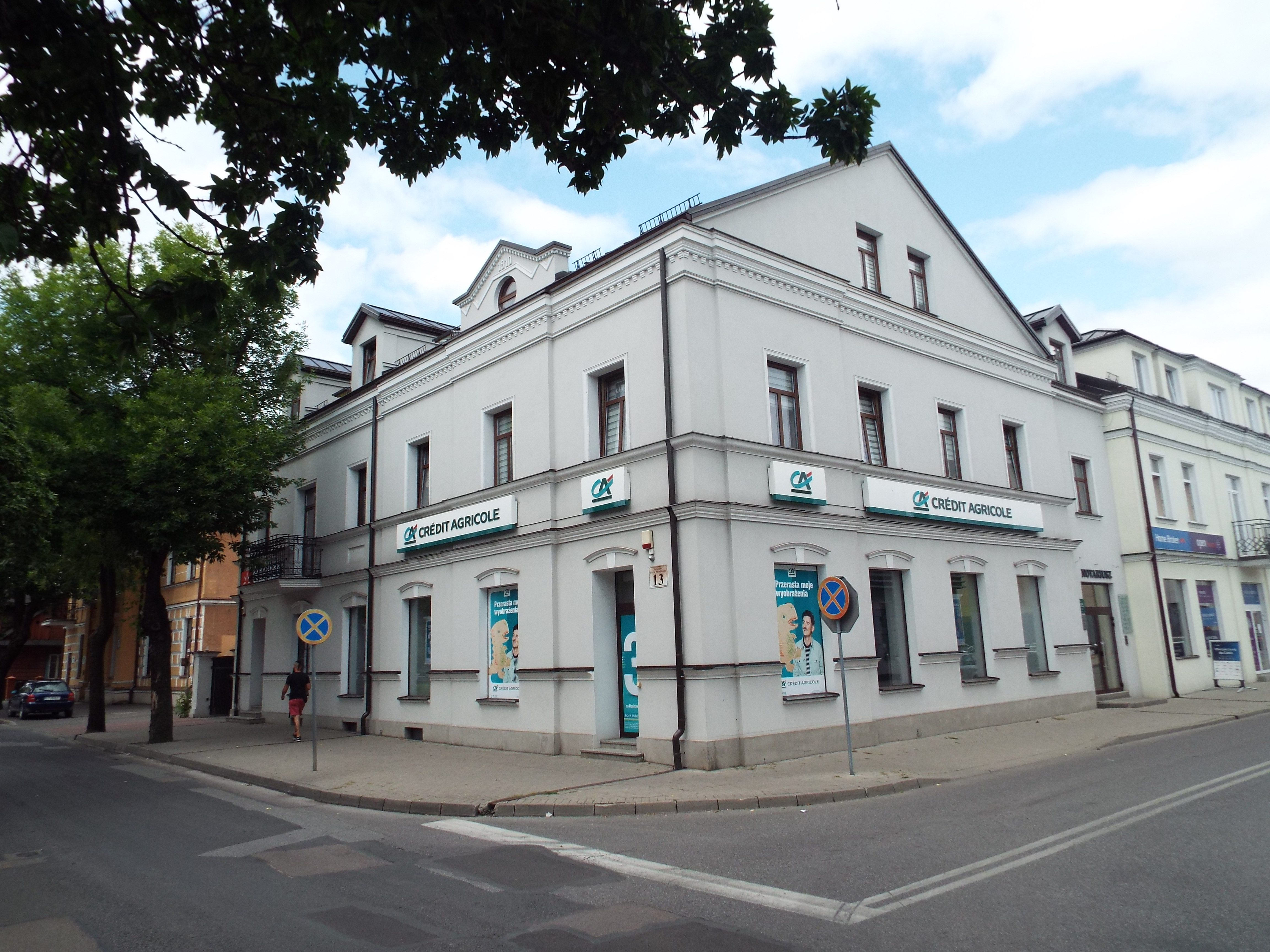
Будинок «Української громади» та редакції «Рідного Слова», вулиця Пілсудського 13. Фото 2019 р.

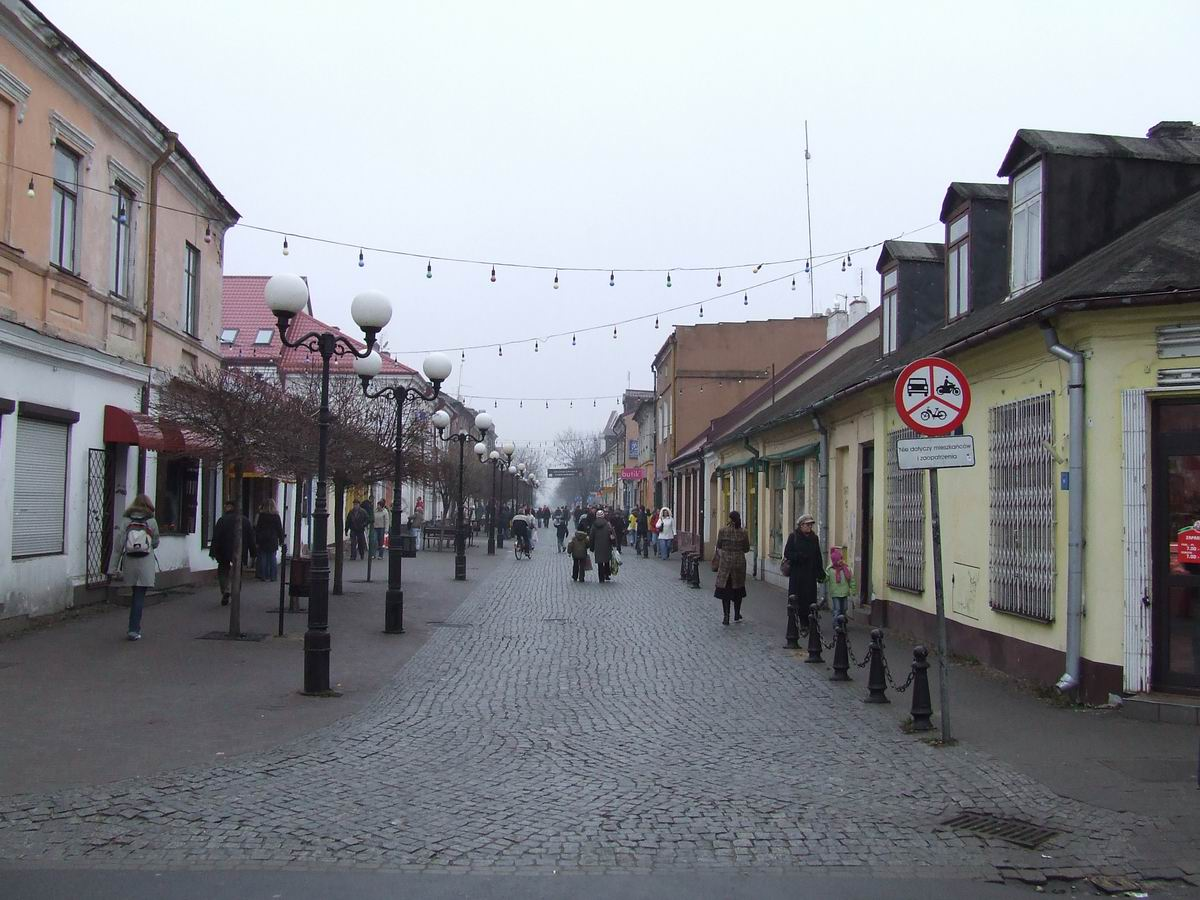
Берестейська вулиця в Білій-Підляській.

- Комплекс замку та палацу Радзивілів, XVIII ст.;
- Церква св. Різдва Богородиці (спочатку греко-католицька, потім православна, наразі — римо-католицький костел), середина XVIII ст., колись місце зберігання реліквій св. Йосафата Кунцевича;
- Кляштор капуцинів з костелом Антонія, колишній кляштор реформатів з д.п. XVII ст. В часи російського панування православна церква.
- Будинок «Української Громади» і редакції «Рідне Слово», вул. Пілсудського, 13;
- Колишня лікарня — фрагмент барокового комплексу Радзивілів — місце смерті Івана Пастернака. Раніше будинок Більскої академії, закладеної в 1628 р. як філія Краківської академії, наразі будинок ліцею Юзефа Крашевського;
- Пам'ятник Юзефа Ігнатія Крашевського 1928 р.;
- Православний (колись греко-католицький цвинтар по вул Теребелській (ul. Terebelskiej) з могилою Івана Пастернака, а також похованнями Семена Лещука (1880—1941), підполковника Армії УНР, згодом учителя та сотника Армії УНР Володимира Кубашевського (1862—1935).
- Будинок залізничного вокзалу з 1920 х. рр. XX ст.;
- Будинок магістрату 1835 р.;
- Дерев'яні будинки початку ХХ ст.;
- Еклектичні кам'яниці кінця XIX і поч. XX ст. на Плаці Вольносці та інших вуличках центру;
- Костел св. Анни 1572 р., тривалий час аріанський збір. На подвір'ї костелу встановлена пам'яткова таблиця підляським греко-католикам;
- Цвинтар — місце поховання близько 7 тис. радянських військовополонених, а також радянських солдат, що загинули в боях за Підляшшя в липні 1944 р. (серед яких було багато українців);
- Колекція музею Південного Підляшшя у брамній вежі замку (ікони та православні релігійні предмети, що походять з митного конфіскату, вистава коней та кінної їзди в польському малярстві, археологічна експозиція);
- Дерев'яні вілли на вулицях Narutowicza, Kolejowej, Zielonej;
- Синагоги–збудовані у XIX i XX ст. (не існують);
- Єврейський цвинтар з XVIII ст.;
- Корчма 1777 р., сама стара в місті;
- Німецько-австрійський цвинтар з часів першої світової війни по вул Шпацеровій (Spacerowej);
- Пам'ятник 34-му полку піхоти на вул. Варшавській;
- Парафіяльний цвинтар з каплицею св. Роха;
- Цвинтар італійських військовополонених;

## Особистості

### Народилися
- Зенон Грицьків (1938—2006) — український вчений в області техніки прецизійних телевізійних та скануючих систем.
- Роман Клосовский (1929—2018) — польський актор театру і кіно.
- Аріель Борисюк (нар. 1991) — польський футболіст.
- Б'янка Залевська (нар. 1979) — польська та українська журналістка.
- Боґуслав Качинський (1942—2016) — творець телебачення, журналіст, публіцист, музичний критик, популяризатор опери, оперети і класичної музичної культури, телеведучий.
- Яцек Каспшик (нар. 1952) — всесвітньо відомий диригент.
- Василь Киричинський (1893—1953) — український фахівець у галузі металургії, механік-технолог[19].
- Олексій Киричинський (1888—1970) — український лікар-фізіотерапевт[20].
- Кароль Окраса (нар. 1978) — польський кухар, ведучий кулінарних програм на телебаченні.
- Юзеф Прушковський[pl] (1837—1925) — польський католицький священник — історик церкви на Підляшші.

### Пов'язані з містом
- Марцін Войцік (нар. 1974) — член і засновник знаменитого кабаре Ani Mru Mru.
- Вацлав Ковальский (1916—1990) — польський актор театру і кіно, найбільш відомі його ролі Казімєжа Павляка в фільмах «Самі Свої», «Nie ma mocnych» i «Kochaj albo rzuć».
- Юзеф Ігнацій Крашевський (1812—1887) — польський письменник, публіцист, видавець, історик, філософ, польський та український громадський і політичний діяч.
- Роман Кулеша (нар. 1983) — польський гімнаст; представник клубу AZS-AWF Biała Podlaska.
- Петро Купрись (1933—2002) — український поет, перекладач.
- Іван Пастернак (1876—1943) — український громадсько-політичний діяч Підляшшя, Холмщини, Берестейщини.
- Манжос Іван - підхорунжий Армії УНР, похований у Білій Підляській.

## Галерея

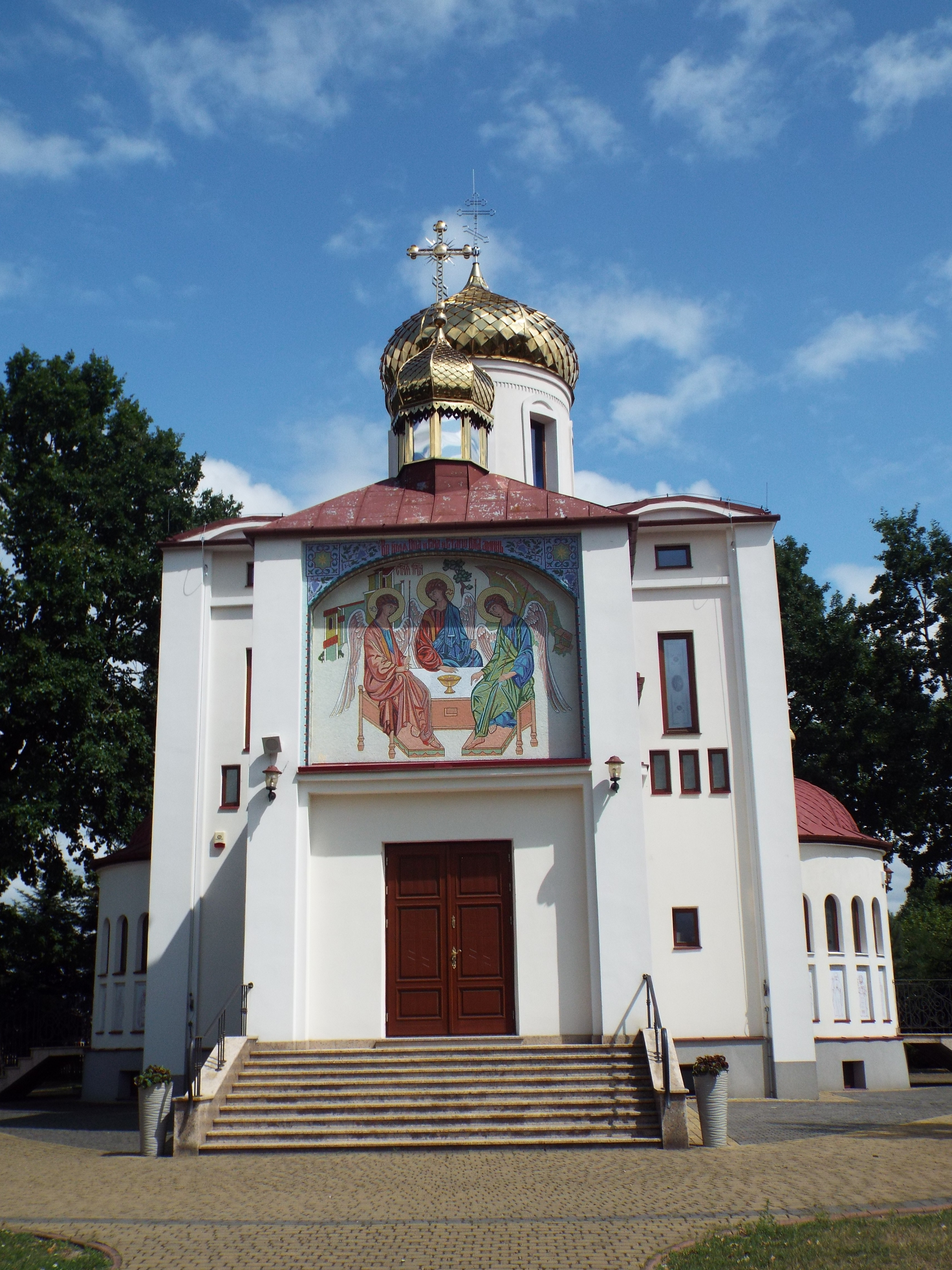
Церква св. Кирила і Методія на православному кладовищі у Білій. Фото 2019 р.
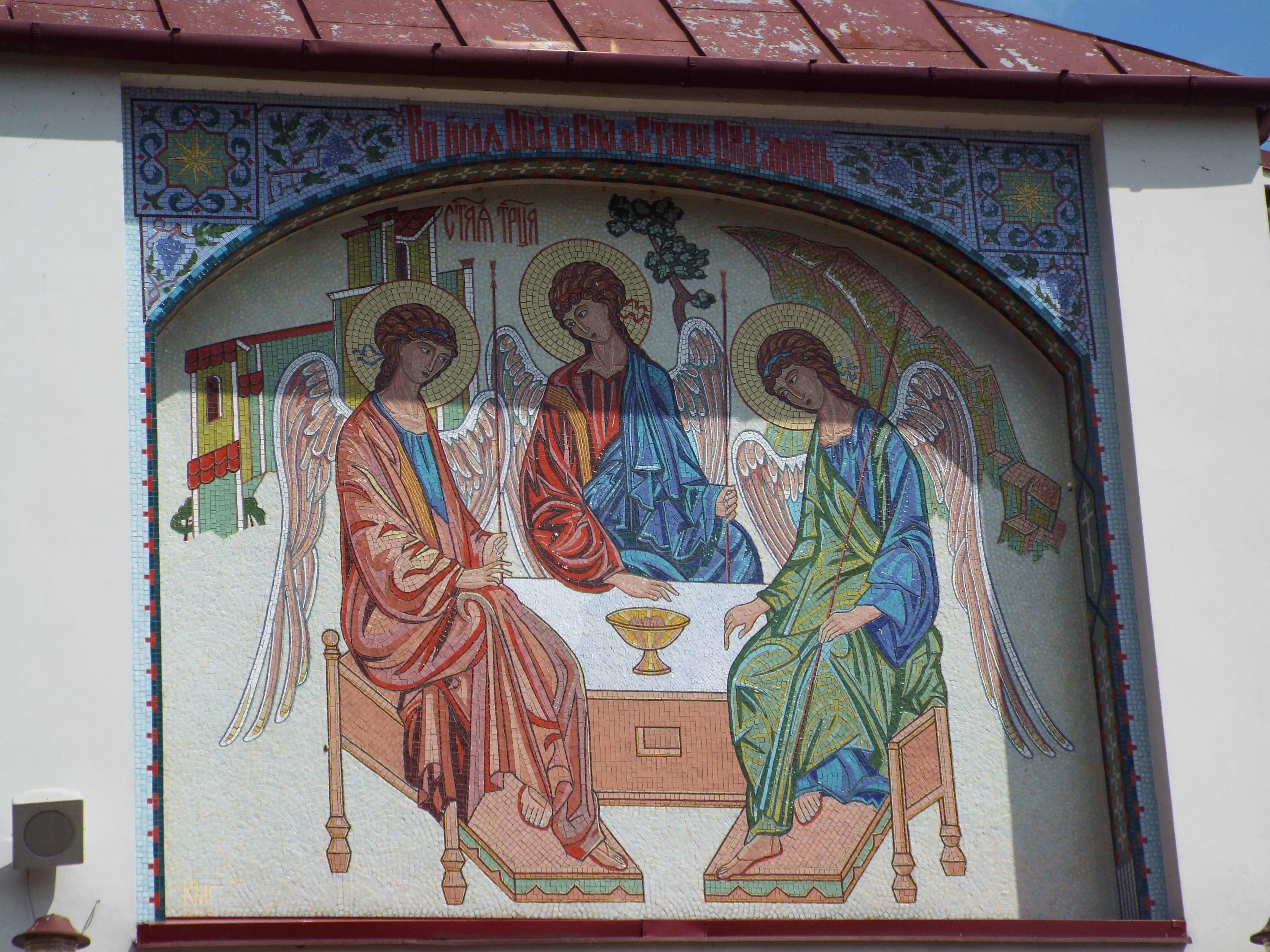
Трійця. Зображення на фронтоні православної церкви св. Кирила та Мефодія у Білій. Фото Івана Парнікози, 2019 р.
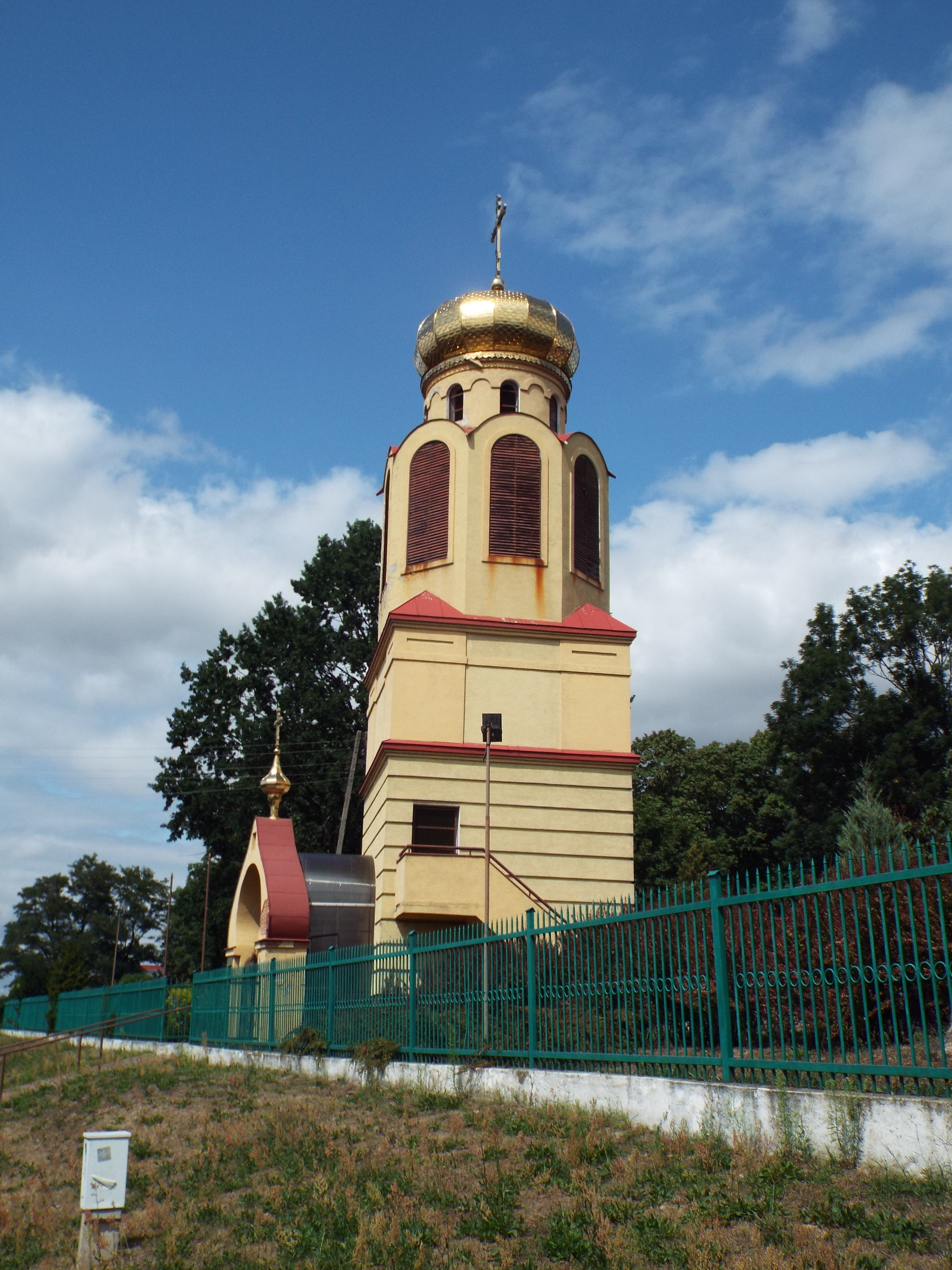
Дзвіниця православної церкви св. Кирила та Мефодія у Білій. Фото 2019 р.
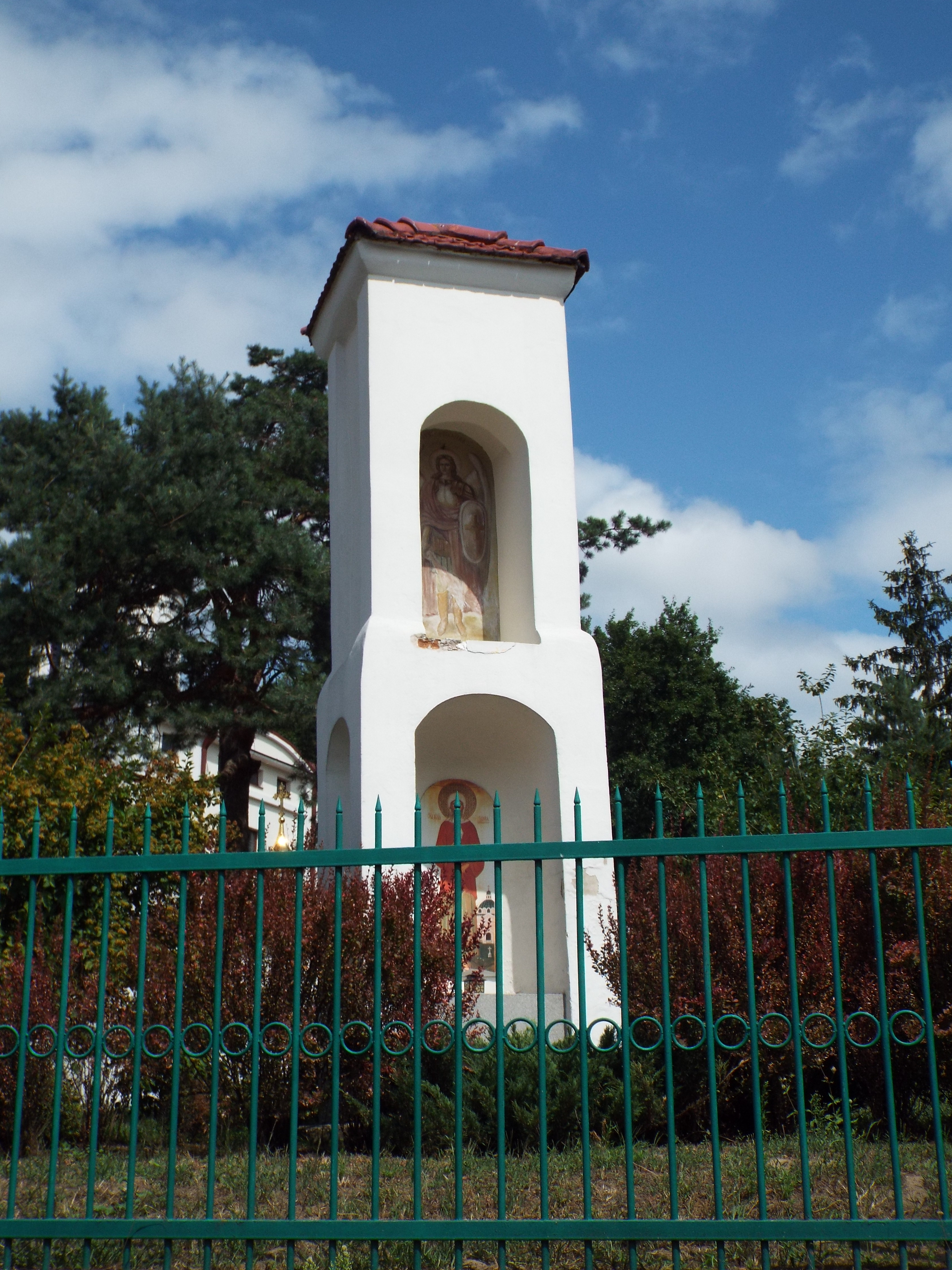
Каплиця архангела Михаїла - патрона Білої. Біла біля православної церкви. Фото 2019 р.
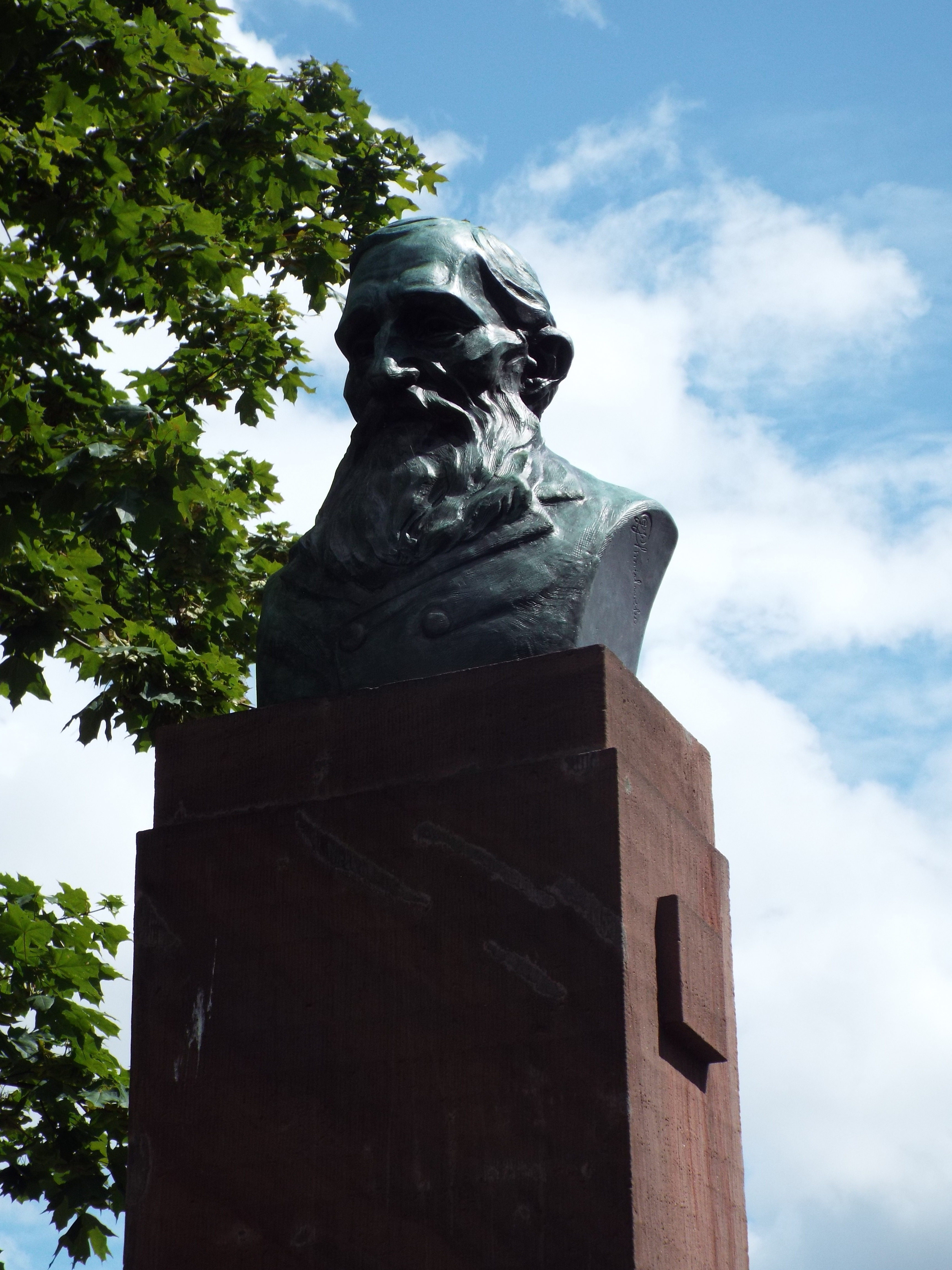
Пам'ятник Юзефу Ігнатію Крашевському в Білій. Фото 2019 р.
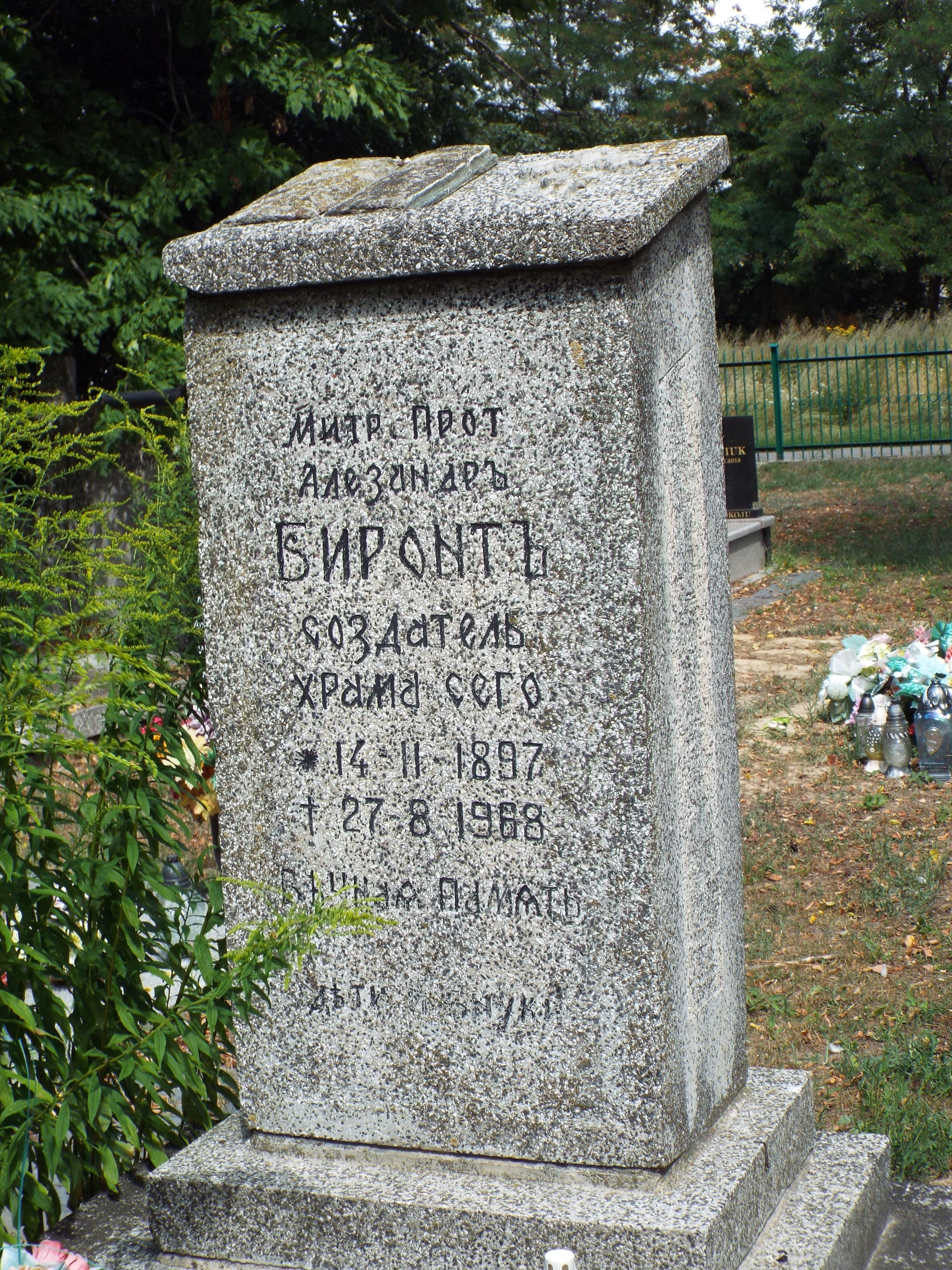
Нагробок митрополита протоірея Олександа Біронта (14.11.1897 -27.08.1969 р.) на православному цвинтарі у Білій. Вказано що він є фундатором існуючого храму.  Фото 2019 р.
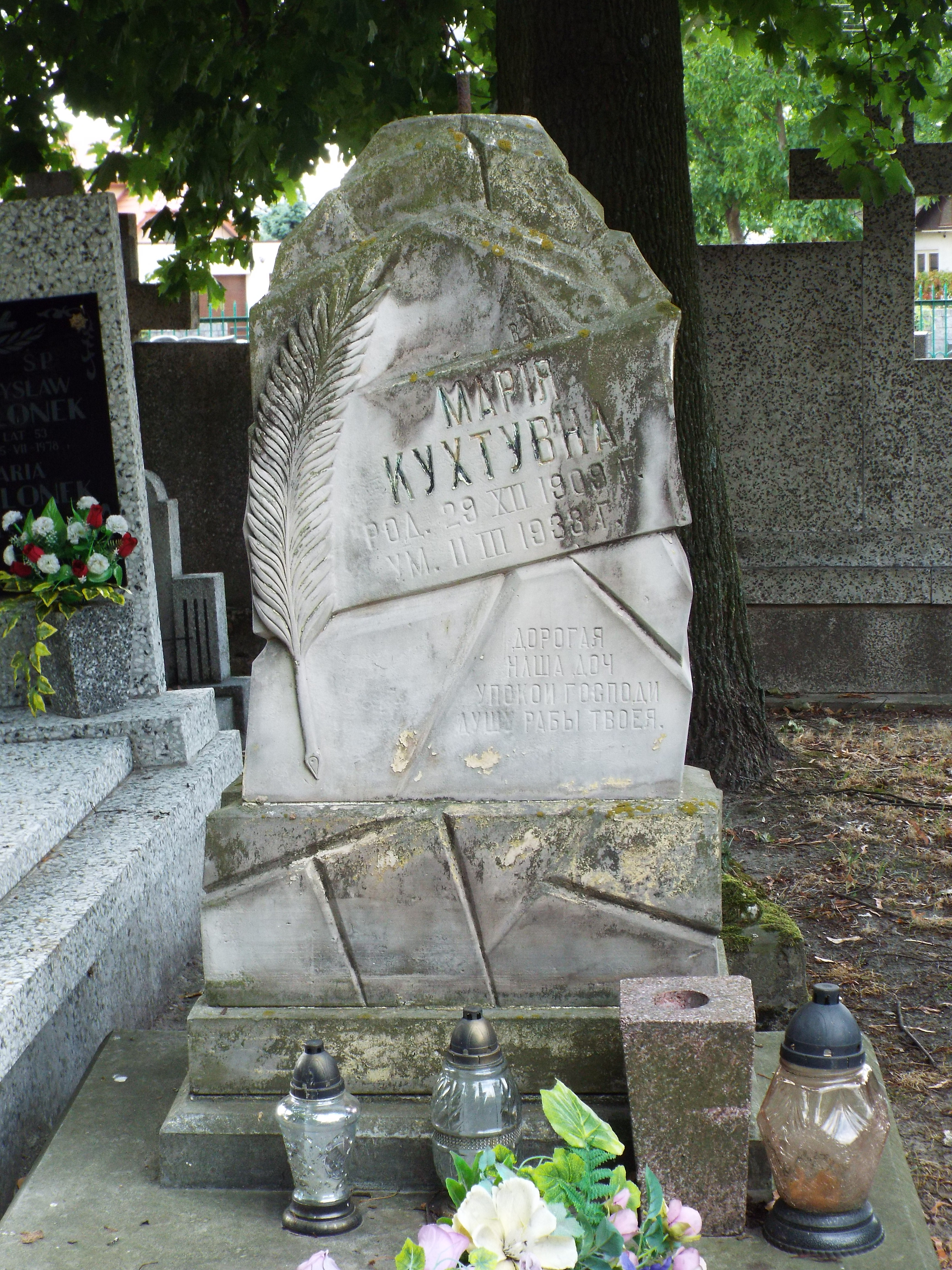
Нагробок Марії Кухтувни (29.12.1909-02.03.1938). Православний цвинтар в Білій, Фото 2019 р.
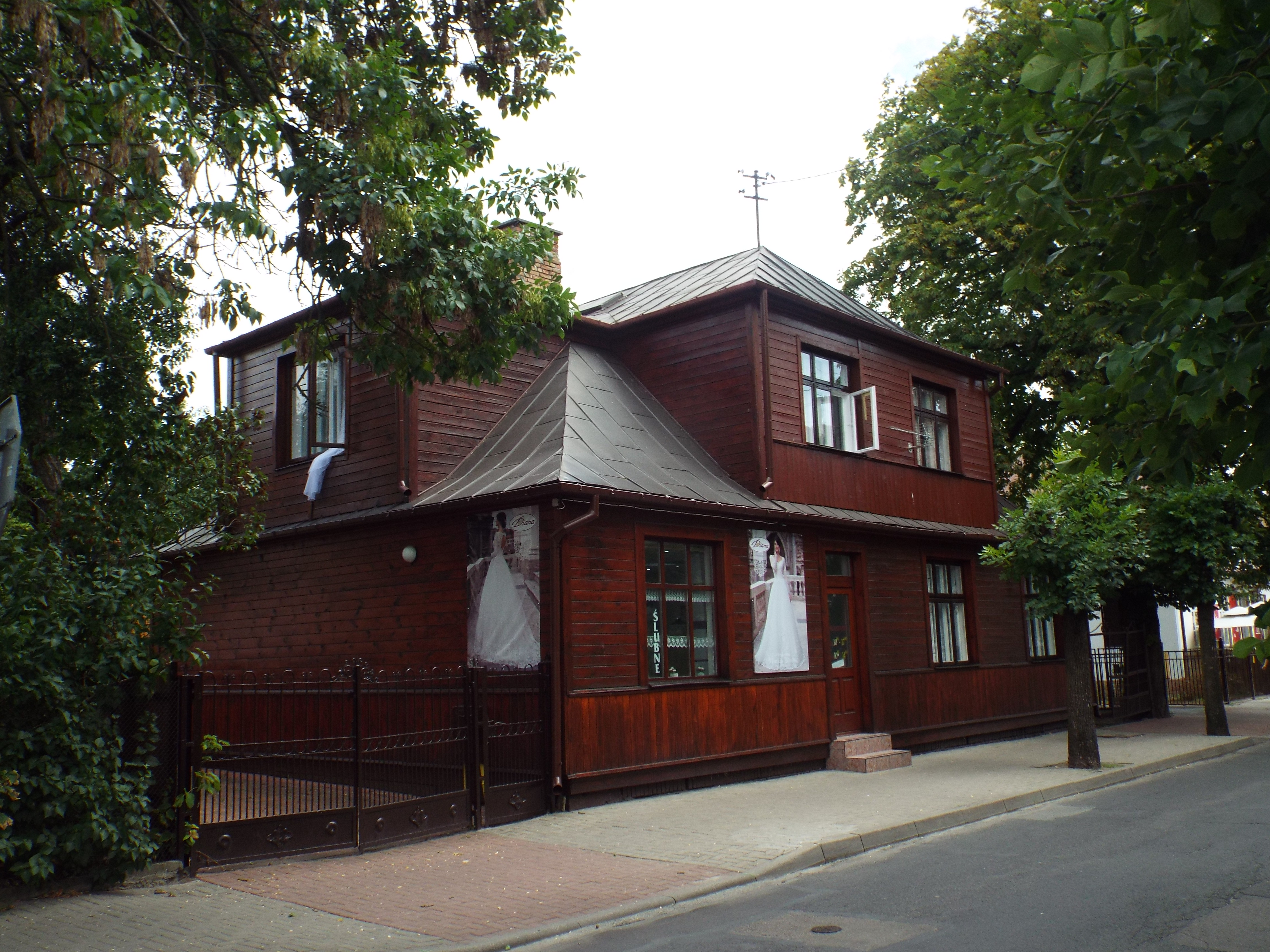
Дерев'яна вілла у Білій. Фото 2019 р.
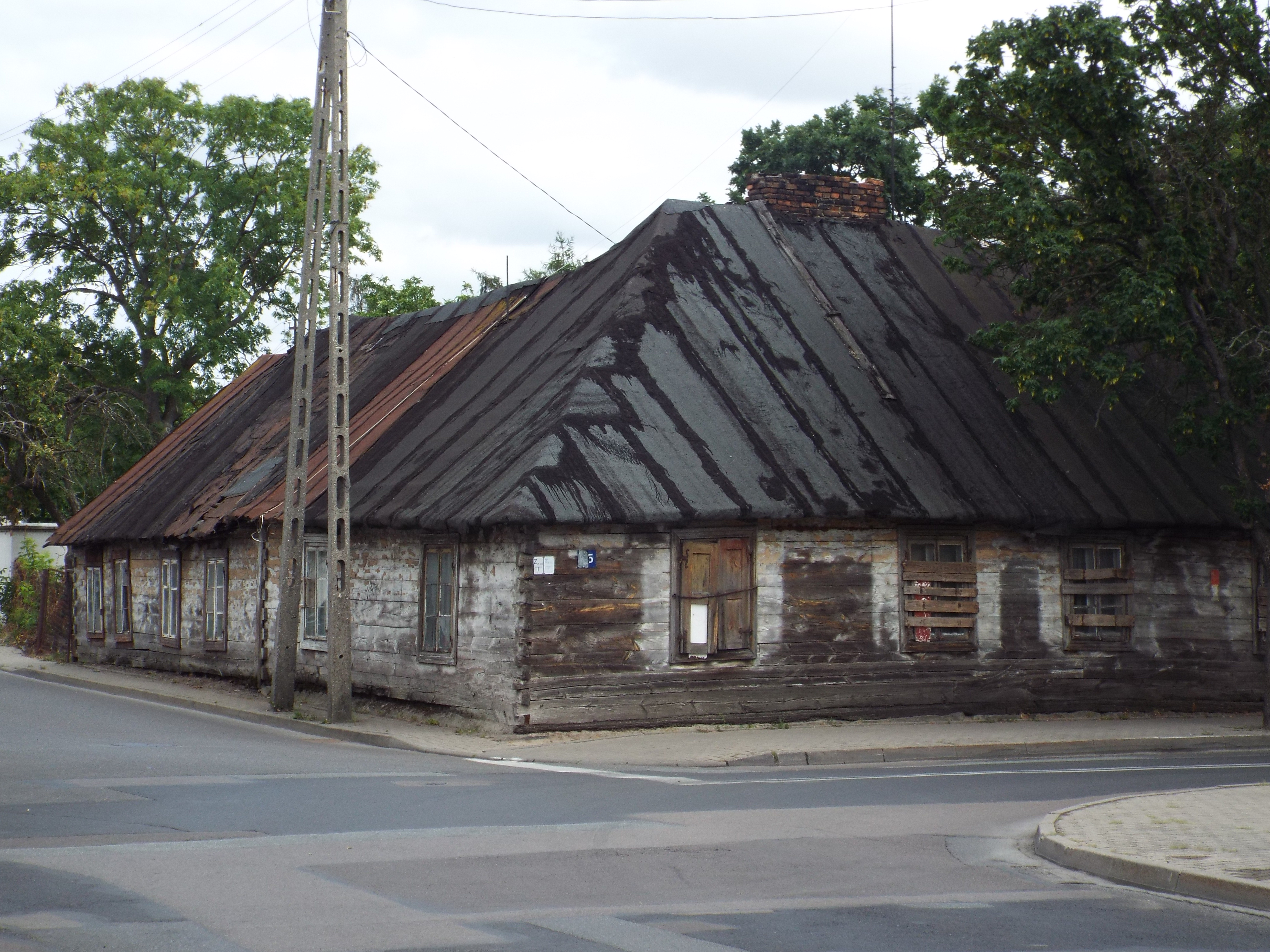
Дерев'яний будинок у Білій. Фото 2019 р.
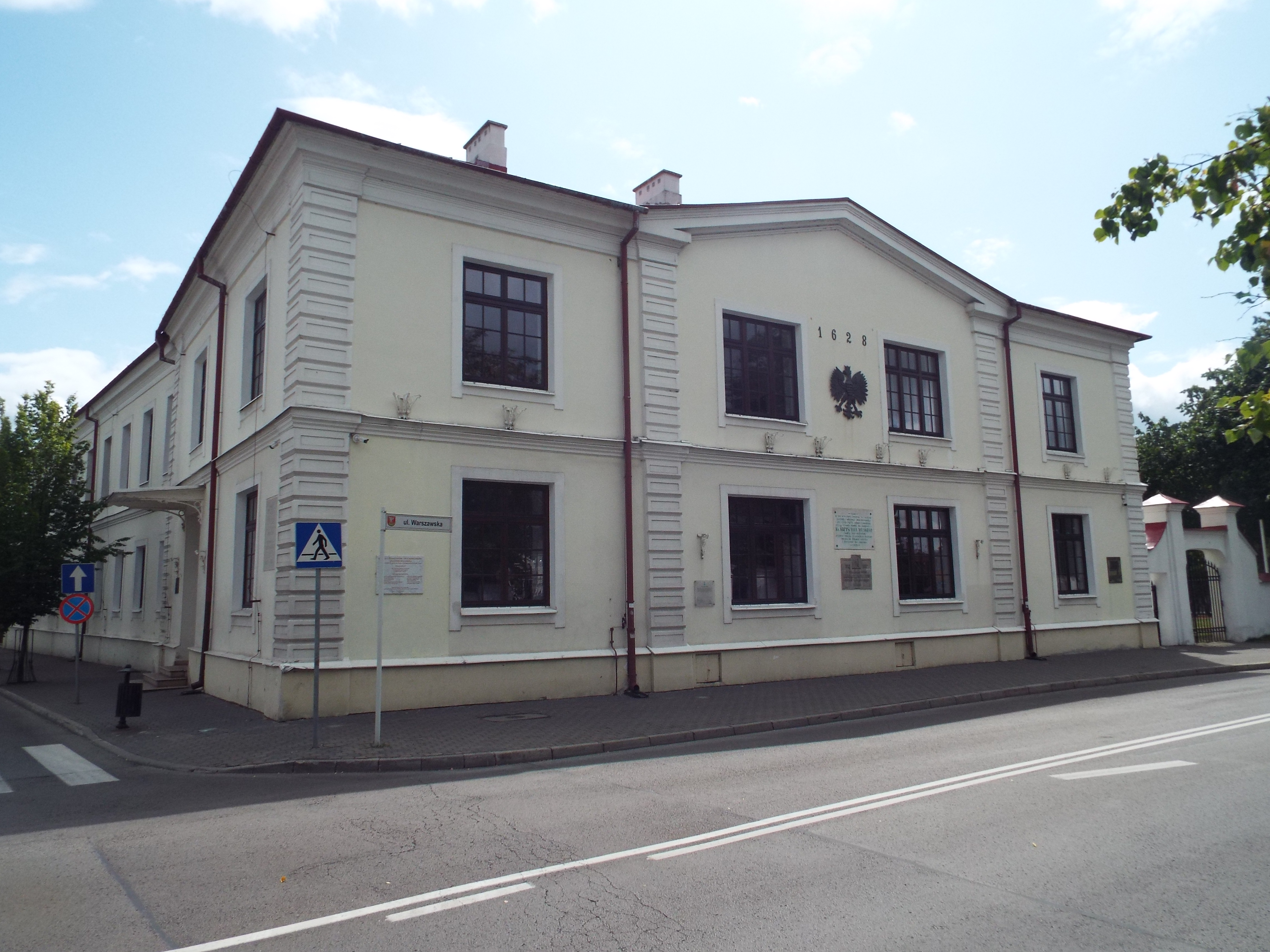
Будинок філії Краківської академії -шпиталю в Білій. Фото 2019 р.
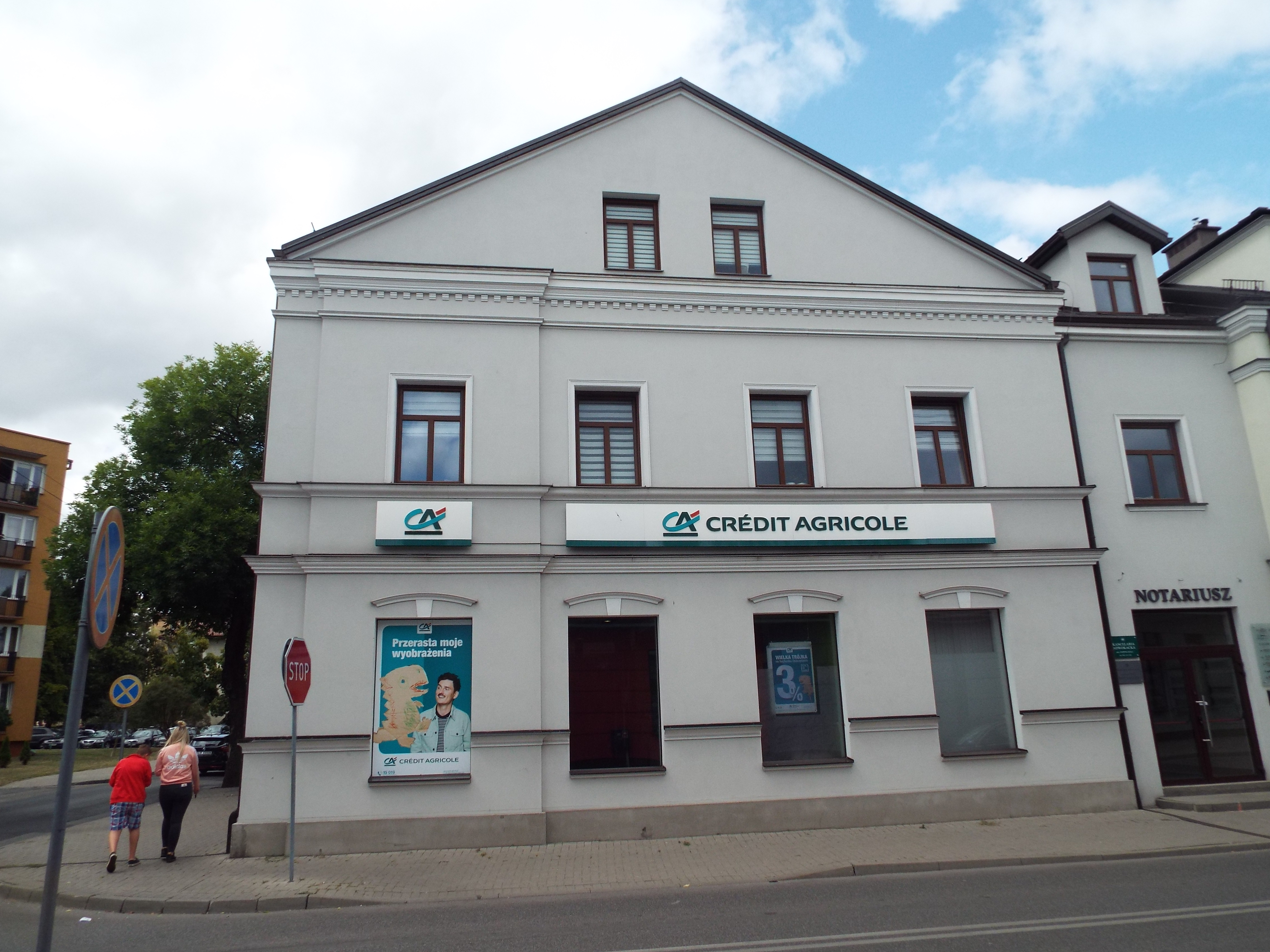
Колишній будинок українських організацій в Білій. Вул. Пілсудського, 13. Фото 2019 р.
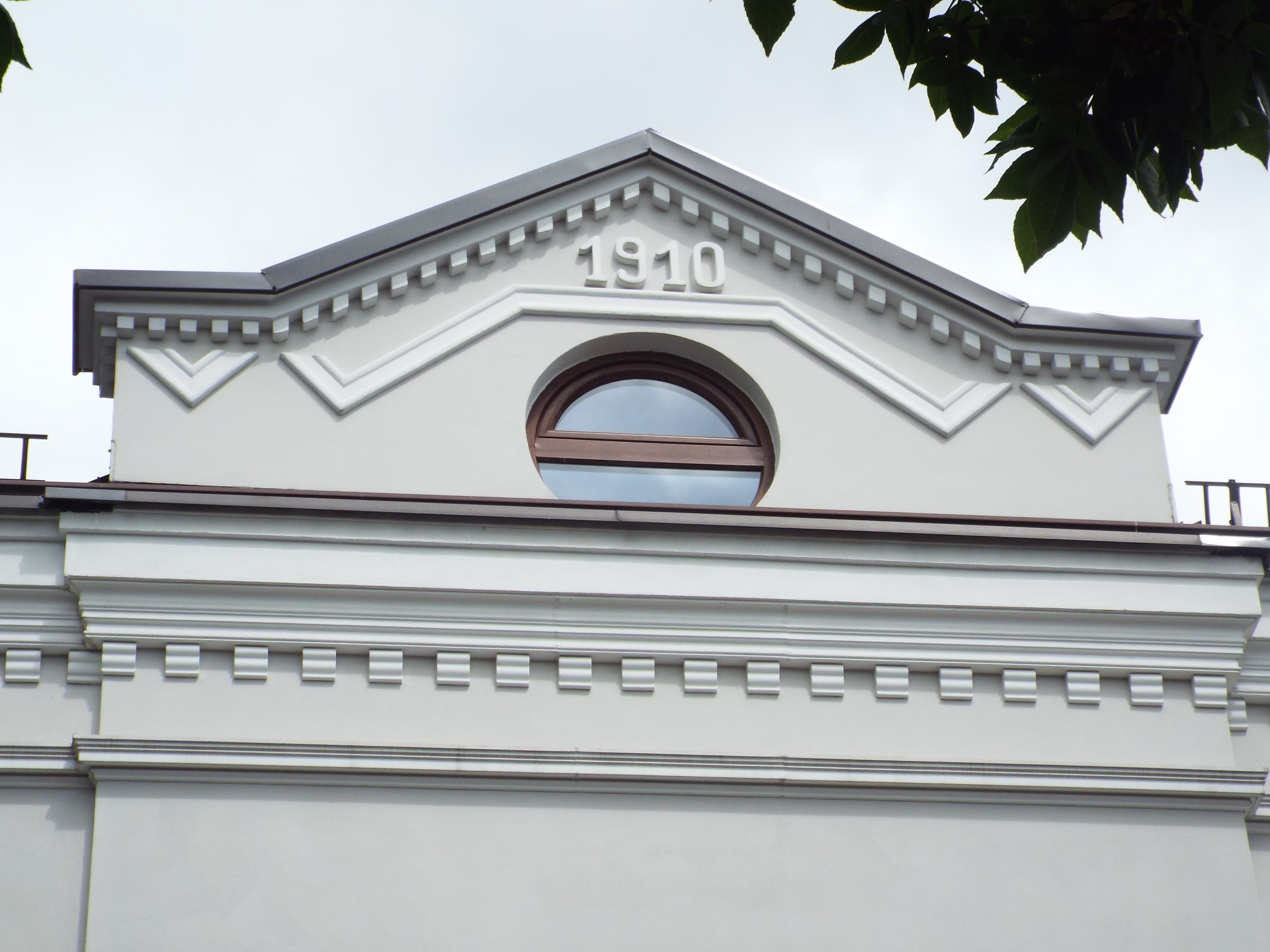
Фронтон будинку українських організацій в Білій по вул. Пілсудського, 13. 1910 р. Фото 2019 р.
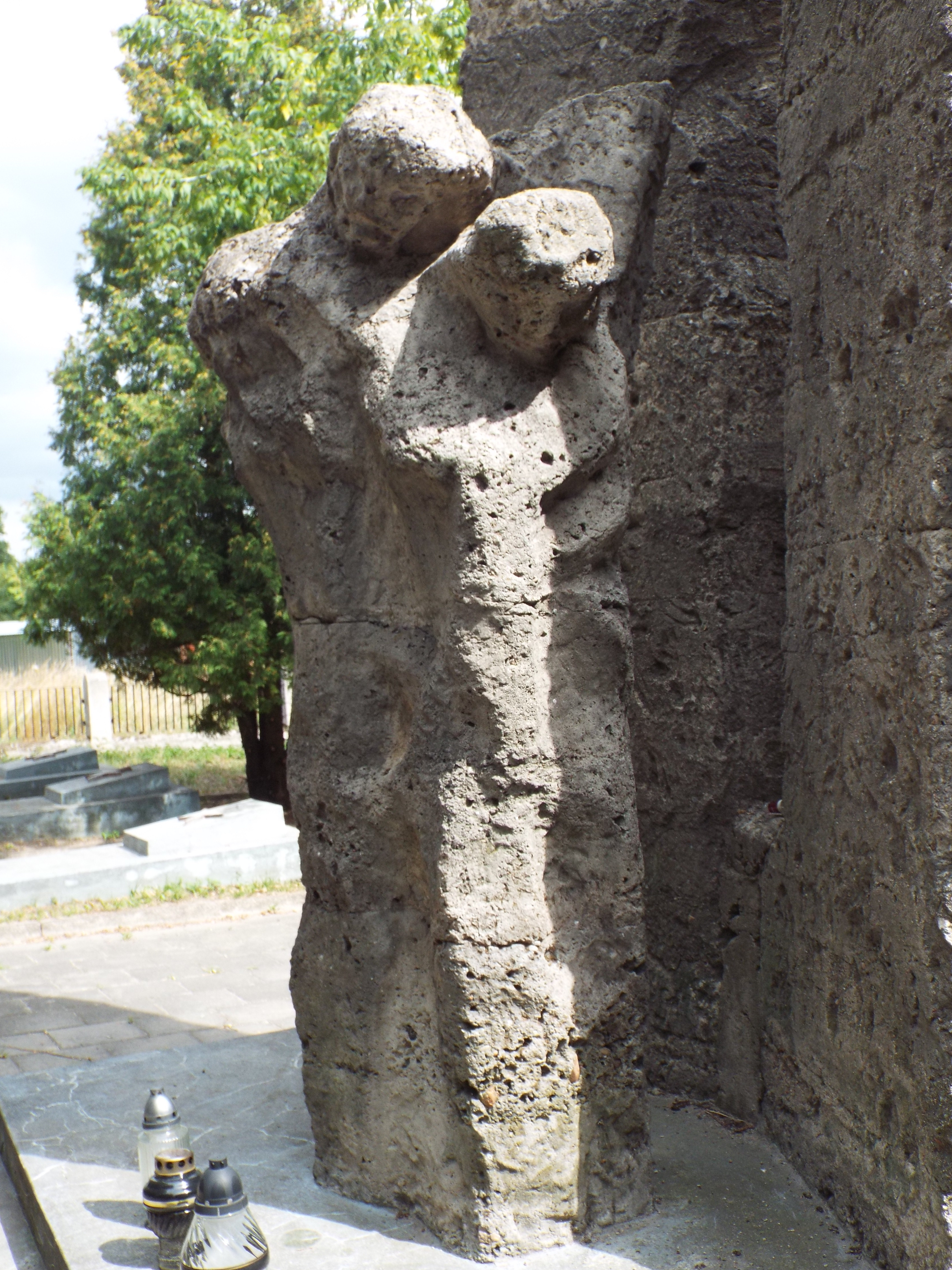
Монумент на цвинтарі радянських військовополонених та солдат загиблих в боях в липні 1944 р. Фото 2019 р.
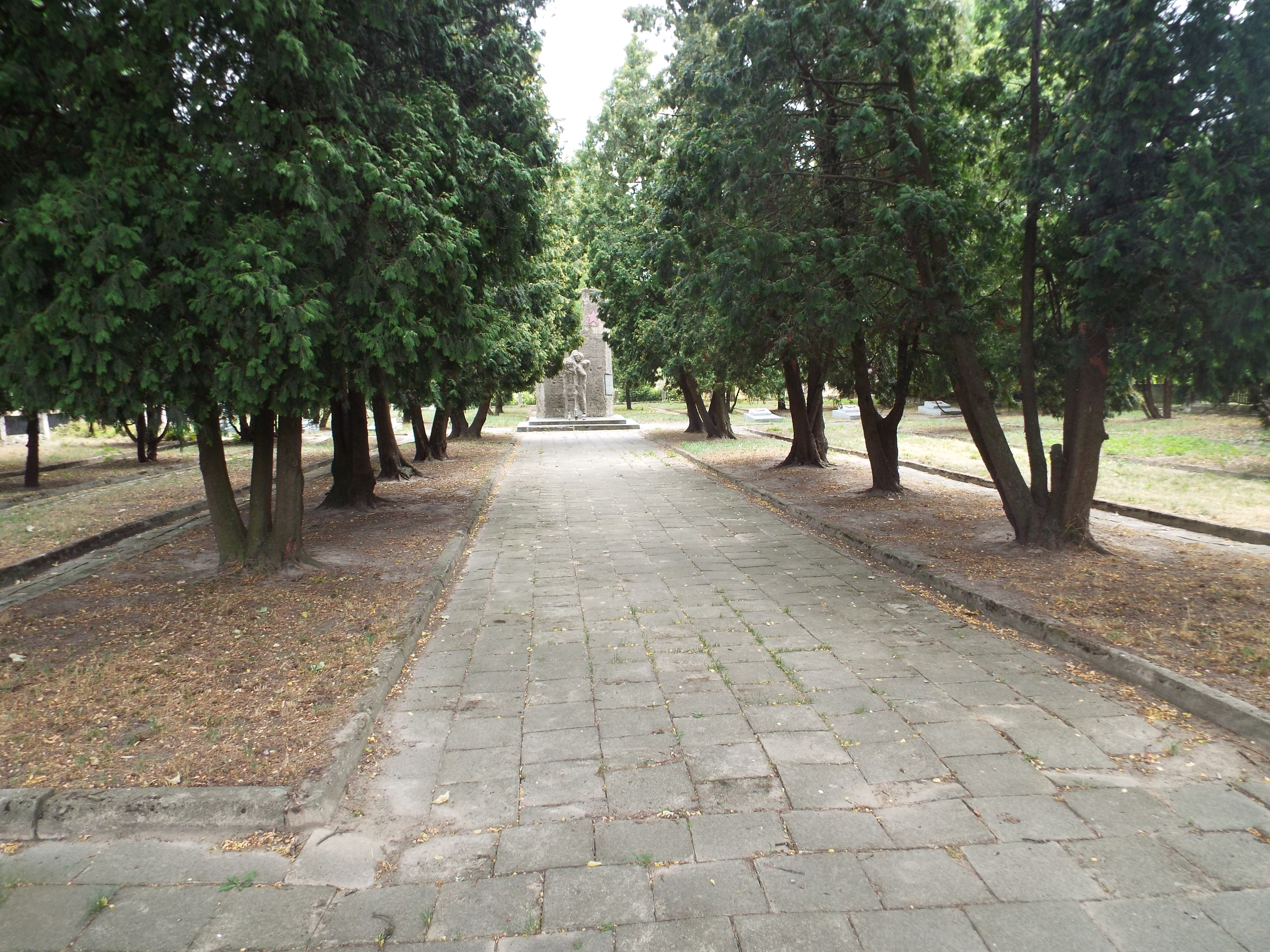
Кладовище жертв Сталагу – місце поховання близько 7 тис. радянських військовополонених, а також радянських солдат, що загинули в боях за Підляшшя в липні 1944 р. Фото 2019 р.